# Orthopyxis sargassicola
Orthopyxis sargassicola is een hydroïdpoliep uit de familie Campanulariidae. De poliep komt uit het geslacht Orthopyxis. Orthopyxis sargassicola werd in 1915 voor het eerst wetenschappelijk beschreven door Nutting. 